# Fyrkällsteorin
Enligt fyrkällsteorin eller fyrkällshypotesen är Moseböckerna sammanställd av fyra huvudkällor: Jahvisten eller J från 900-talet f.Kr., där Gud vanligen kallas Jahve; Elohisten eller E från 800-talet f.Kr., där Gud vanligen kallas Elohim; Prästskriften eller P från 500-talet f.Kr., som är en mindre litterär författare än de båda föregående; samt Deuteronomisten eller D från 600-talet f.Kr. som skrev Femte Mosebok. Källorna sammanställdes av en eller flera redaktörer i en utdragen komplex process som anses vara avslutad på 400-talet f.Kr.. Förutom skillnader i användningen av gudsnamn förekommer även andra stilistiska och teologiska skillnader mellan källorna. 
Fyrkällsteorin utarbetades 1876 av Julius Wellhausen och har dominerat bibelforskningen i ett sekel. Sedan 1970-talet har den dock mer ifrågasatts, och många forskare anser att det inte går att urskilja gamla textfragment.

## Exempel på dubbletter och konflikter förklarade inom fyrkällsteorin
Skapelseberättelsen: Den första (1 Mos 1:1–2:3) hör till Prästskriften och börjar med ett hav; djuren skapas före människan (”till man och kvinna”). Den därpå följande hör till Jahvisten och börjar med en öde jord; mannen skapas före djuren och därefter skapas kvinnan.
Syndafloden: Sammanskrivning av Jahvistens (”Herren”) och Prästskriftens (”Gud”) versioner. I den första tar Noa med sig sju par av rena djur och ett par av orena (1 Mos 7:2); floden varar i 40 dygn; Noa släpper ut en korp. I den andra kommer ”ett par av varje art in till Noa i arken” (7:8–9); vattnet stiger under 150 dagar; Noa släpper ut en duva.
Offret av Isak: (1 Mos 22) Hör till Elohisten. Under ängelns ingripande byts gudsnamn till ”Herren”. Nästa mening med ”Gud” lyder: ”Nu vet jag att du fruktar Gud, nu när du inte har vägrat mig din ende son.” Därefter förekommer inte Isak mer i Elohisten. Detta antyder att Isak i den ursprungliga versionen verkligen offrades, men att detta censurerades av en senare redaktör. Somliga menar dock att redaktören bara velat göra det otvetydigt att det var Gud som skickade baggen.
Gud uppenbarar sig för Mose: Från och med nu börjar Elohisten och Prästskriften också att använda gudsnamnet Herren. I den senare (2 Mos 6:2–) presenterar han sig: ”Jag är Herren. Jag visade mig för Abraham, Isak och Jakob som Gud den Väldige (El Shaddai), men jag gav mig inte till känna för dem under mitt namn Herren (Jahve).” I Elohisten presenterar han sig med ordvitsen ”ehyeh asher ehyeh”. Jahvistens och Elohistens beskrivningar är sammanskrivna i 2 Mos 3–4 och är svåra att reda ut.
Upproret mot Mose: (4 Mos 16) Prästskriften skyller på leviten Korach; antingen Jahvisten eller Elohisten eller båda två skyller på rubeniterna Datan och Aviram, samt rubeniten On. Den sammanskrivna versionen blir förvirrad.